# St. Maria (Wagelsried)

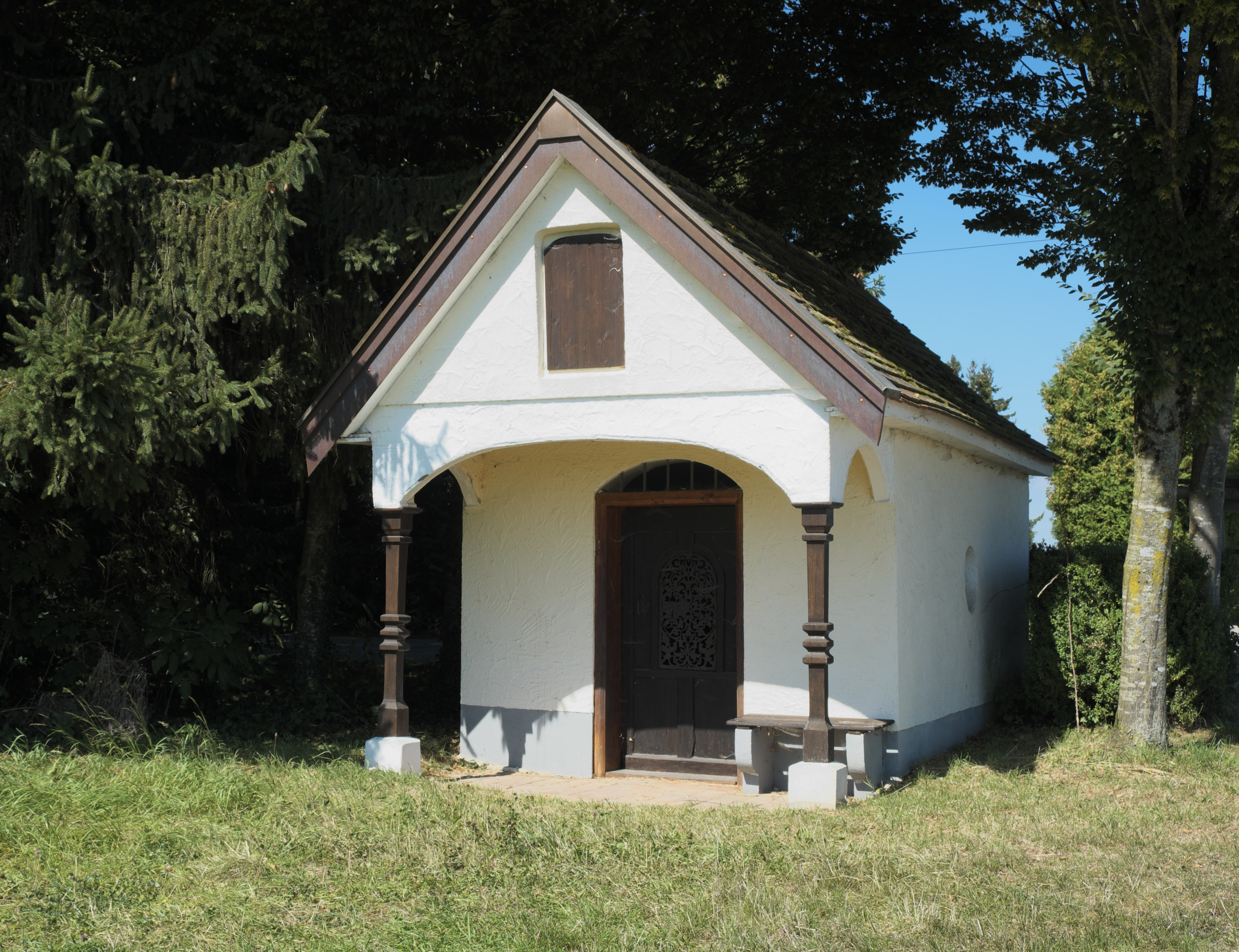
Kapelle St. Maria von Süden

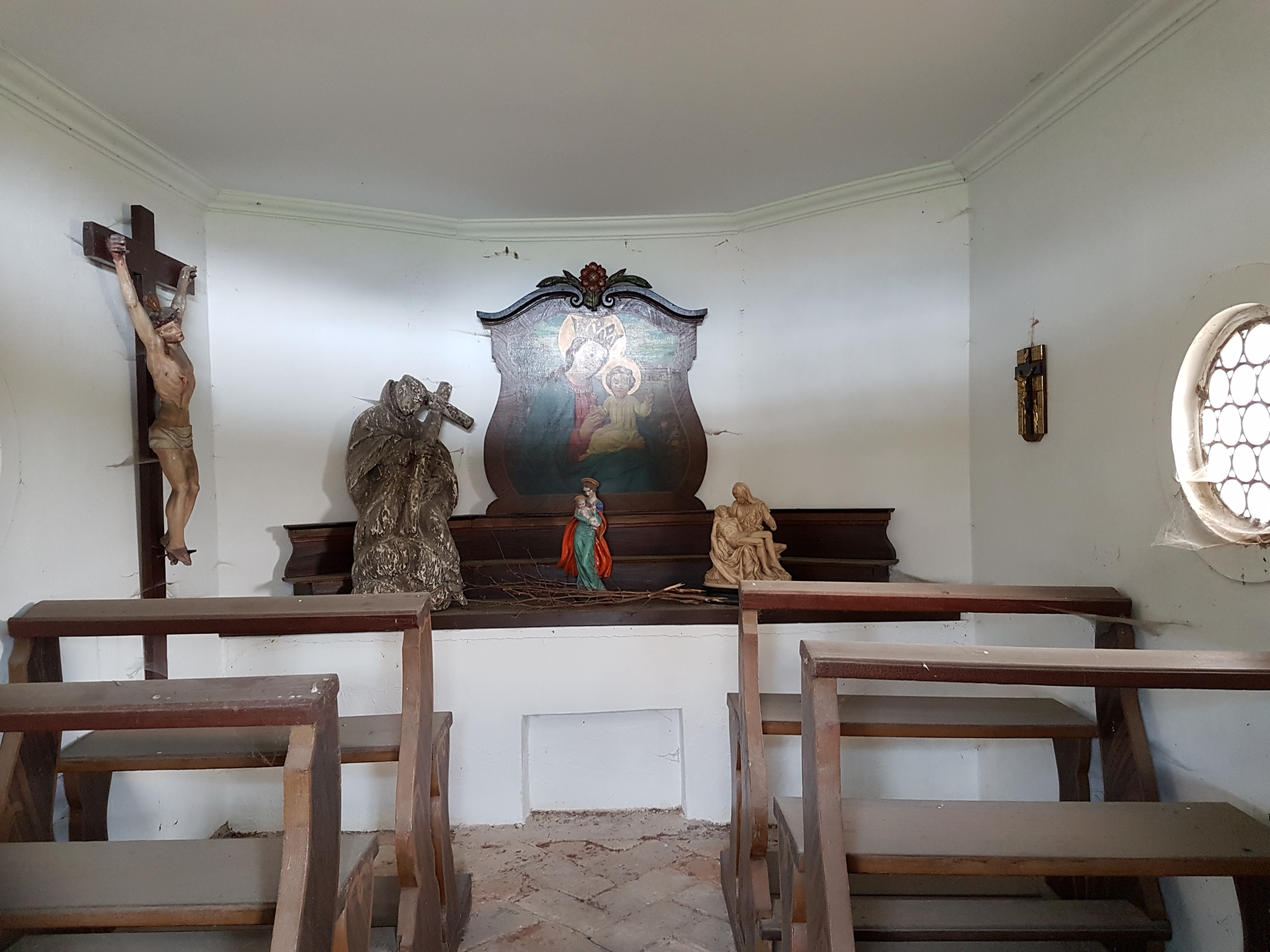
Innenansicht mit Marienaltar

Die katholische Kapelle St. Maria in Wagelsried, einem Gemeindeteil von Alling im oberbayerischen Landkreis Fürstenfeldbruck, wurde in der zweiten Hälfte des 19. Jahrhunderts errichtet. Die der heiligen Maria geweihte Kapelle ist ein geschütztes Baudenkmal. 
Der Putzbau mit geradem Chorschluss und offener Vorhalle auf Holzsäulen besitzt die ursprüngliche Ausstattung.